# Sophia Wallace
Sophia Wallace, née en 1978 à Seattle, est une artiste conceptuelle et photographe américaine. Son travail s'ancre dans l'art féministe et queer.  
Elle est principalement connue pour le projet CLITERACY, qui traite de la citoyenneté et de la souveraineté du corps à travers des objets textuels, des installations de rue non autorisées, des performances et des formes sculpturales,. 

## Biographie
Originaire de l'État de Washington, Sophia Wallace est titulaire d'un baccalauréat en sciences politiques et gouvernementales du Smith College. En 1998, elle suit des cours en théorie politique dans le cadre d'un programme d'études à l'étranger et intègre l'Université du Ghana, où elle obtient un baccalauréat ès arts en études gouvernementales et afro-américaines. En 2005, elle est diplômée d'une maîtrise en photographie de l'Université de New York et du Centre international de la photographie. 
Elle vit et travaille à Brooklyn.

## Carrière artistique

### Cadre conceptuel
Sophia Wallace incorpore l'utilisation d'images, de vidéos et de techniques mixtes dans son travail afin d'explorer l'altérité, et notamment l'étude du démantèlement du concept de similitude. L'artiste examine la manière dont un visuel affecte le genre et la sexualité. L'accent est mis sur ce qu'elle nomme le « corps racialisé ». Elle tente d'explorer dans son travail l'abandon des normes et des stéréotypes de genre.  Sa première exposition solo The New Masculine prend place au Leslie-Lohman Museum of Gay and Lesbian Art à SoHo, en novembre 2010.

### Modern Dandy
En 2011, Sophia Wallace réalise une série de portraits afin de mettre en lumière des hypothèses sur le genre, la race et l'hétéronormativité. Elle photographie des modèles masculins professionnels qu'elle nomme « représentations vivantes de la masculinité idéalisée » et compare les physiques de ses modèles masculins à la manière des études et remarques qui accompagnent traditionnellement les corps de femmes photographiées. Cet examen est généralement associé à une vision passive des femmes à travers le médium de la photographie. Explorant l'origine du concept de dandy des penseurs du XIXe siècle tels Oscar Wilde et Charles Baudelaire, les œuvres remettent en question les normes du genre.

### CLITERACY
En 2012, Sophia Wallace reçoit un plébiscite de la critique internationale pour son exposition virale CLITERACY : 100 NATURAL LAWS, contraction de « Clitoris » et « Litteracy » ou « alphabétisation »,. Ce programme artistique mêlant installations, performance, art de rue, rodéo clitoridien de l'artiste Kenneth Thomas ou ligne de vêtements, vise à une meilleure connaissance du corps féminin et plus particulièrement du clitoris,. Elle est à l'origine de formes sculpturales telles Άδάμας, la première sculpture anatomiquement correcte du clitoris, et Invisible Sculpture, qui aborde la négation bien que l'omniprésence en refusant l'accès à l'installation tout en renforçant sa présence et sa visibilité dans l'exposition. 
Pour l'artiste, il s'agit de « démanteler les tabous associés aux organes génitaux féminins et féminisés ». Toujours selon la créatrice : « Il est affligeant et choquant de penser que scientifiquement, le clitoris n’a été découvert qu’en 1998. Même dans le milieu de la pornographie, le clitoris est traité comme une option, quasiment effrayante »,.
C'est au cœur d'une résidence d'artiste à la Art & Law Residency de New York financée par la bourse Van Lier, que Sophia Wallace commence son processus de création. Elle choisit comme fil conducteur les "100 lois naturelles" se basant à la fois sur la science et l'histoire, mais encore sur des références à la pornographie, la pop culture, l'architecture ou encore les droits de l'homme. Selon l'auteure, ces lois sont inaliénables et confèrent une autorité supérieure à celle des États, des pays et des religions.  
À travers le projet du mouvement Cliteracy, Sophia Wallace crée de nombreux autres sous-projets soutenant la même idée. Elle réalise une peinture murale en direct au cours de cinq heures de travail à l'Art Basel Miami. L'œuvre représente des portraits de femmes ayant subi des violences sexuelles et qui ont finalement été punies socialement ou législativement une seconde fois, à la suite de leur volonté d'appeler à l'aide. Ainsi y figure notamment, Reyhaneh Jabbari, pendue en Iran en 2014 après avoir tué son violeur dans un cas de légitime défense.

### Over and Over and Over
Dans la continuité de CLITERACY, Sophia Wallace présente en 2016, le projet Over and Over and Over. Elle utilise l'art de la répétition dans ce titre, un procédé qui selon elle est nécessaire à toute forme de pédagogie. L'artiste se sert de lettres de néon afin de lutter une nouvelle fois contre l’obscurantisme qui entoure la sexualité féminine, et notamment la présence des stéréotypes, de la culpabilité et de la méconnaissance générale qui y sont associés.
Sophia Wallace délaisse la photographie son médium d'origine, pour l'utilisation des mots. Elle souhaite ainsi éviter un risque inhérent à l'image seule, celui de réduire les femmes à un simple objet de désir.

## Cinéma
En 2014, Sophia Wallace participe au documentaire Masculinity/Feminity dirigé par Russell Sheaffer. Inspiré par son film Masculinity & Me avec James Franco, le réalisateur étend son point de recherche au-delà de la masculinité pour inclure la féminité, et questionner ce que signifient ces marqueurs de genre dans un quotidien. Ces questions sont à la fois posées et interprétées par une série d'érudits et d'artistes du mouvement queer et de la performance artistique comme Susan Stryker, B. Ruby Rich, Pratibha Parmar, Linda Williams, Jack Halberstam ou Barbara Hammer.

## Expositions
Parmi une liste non exhaustive :
- Sophia Wallace & Regional Feminist Artists, Definitely Superior Gallery, Thunder Bay, Canada, 8 au 15 mars 2014[18]
- The Cliteracy Project, Samek Art Museum, Bucknell University, Lewisburg, Pennsylvanie, 12 février - 16 mars 2016[19]
- Over and Over and Over, Catinca Tabacaru Gallery, New York, NY, 20 mai - 25 juin 2016[20]

## Publications
- No Fashion, Please!: Fotografie Zwischen Gender Und Lifestyle = Photography between Gender and Lifestyle, Martin Walkner, Matt Gerald, Viola Eugenio et Peter Weiermair, Vienne, Kunsthalle Vien, 2011,  (ISBN 978-3-86984-269-1)

## Récompenses
- 2009 : ArtSlant's Showcase Award
- 2009 : American Photography AP-25
- 2011 : Prix de la critique du Griffin Museum
- 2011 : Prix curateur du PDN
- 2012 : Bourse Van Lier